# Orphans: Brawlers, Bawlers & Bastards
Orphans: Brawlers, Bawlers & Bastards è l'ottava raccolta discografica del cantautore blues rock statunitense Tom Waits, pubblicata in edizione limitata su triplo CD il 17 novembre 2006 in Europa, ed il 21 novembre dello stesso anno negli Stati Uniti, dalla ANTI-.
L'album è suddiviso in tre sezioni, facendo diventare ogni singolo disco una raccolta vera e propria:
- Il primo disco (Brawlers) si concentra sulle sonorità blues e rock di Tom Waits;
- Il secondo disco (Bawlers) è basato su brani ballabili ad andamento lento;
- Il terzo disco (Bastards) è focalizzato su delle sonorità più sperimentali.

Addizionalmente, l'album è largamente influenzato da molti altri generi musicali, incluso il folk, il gospel, il jazz e l'americana.
Orphans: Brawlers, Bawlers & Bastards ha ricevuto un plauso internazionale da parte della critica, che lodò la composizione sperimentale, e anche la prestazione vocale da parte di Tom Waits. Venne nominato per un Grammy Award al miglior album folk contemporaneo. Fu anche un successo commerciale, posizionandosi nelle classifiche della Billboard 200, e anche nelle classifiche australiane, svizzere, ed austriache, ottenendo un posto fra i primi 20 classificati.

## Descrizione

### L'album
Il cofanetto mostra una raccolta di 26 brani rari da trovare, e 30 brani nuovi. Il primo disco (Brawlers) si concentra approssimativamente sulle sonorità blues e rock di Tom Waits. Il secondo disco (Bawlers) è basato su brani ballabili ad andamento lento. Il terzo disco (Bastards) è focalizzato su delle sonorità più sperimentali, ed una maggior presenza di spoken word.
Tom Waits descrisse nel seguente modo la raccolta discografica:

## Tracce

### Brawlers
Testi e musiche di Tom Waits e Kathleen Brennan, eccetto dove indicato.
1. Lie to Me – 2:10
2. LowDown – 4:15
3. 2:19 (appare nel ventiseiesimo album di John P. Hammond, prodotto da Tom Waits) – 5:02
4. Fish In The Jailhouse – 4:22
5. Bottom of the World (appare nel documentario del 2003 Long Gone) – 5:42
6. Lucinda – 4:52
7. Ain't Goin' Down to the Well – 2:28 (Lead Belly, John Lomax, Alan Lomax)
8. Lord I've Been Changed (appare nel ventiseiesimo album di John P. Hammond, prodotto da Tom Waits) – 2:28
9. Puttin' On The Dog (proviene dal film drammatico-comico Liberty Heights) – 3:39
10. Road To Peace – 7:17
11. All The Time – 4:33
12. The Return of Jackie and Judy (proviene dall'album tributo ai Ramones, We're a Happy Family - A Tribute to Ramones) – 3:28 (Joey Ramone, Johnny Ramone, Dee Dee Ramone)
13. Walk Away (proveniente dalla colonna sonora del film Dead Man Walking - Condannato a morte) – 2:43
14. Sea of Love (proveniente dalla colonna sonora del film Seduzione pericolosa) – 3:43 (Phil Philips, George Khoury)
15. Buzz Fledderjohn (precedentemente pubblicato come Lato B al singolo Hold On) – 4:12
16. Rains On Me (Tom Waits, Chuck E. Weiss)

Durata totale: 60:54

### Bawlers
Testi e musiche di Tom Waits e Kathleen Brennan, eccetto dove indicato.
1. Bend Down the Branches (proviene dall'album For the Kids) – 1:06
2. You Can Never Hold Back Spring (proveniente dalla colonna sonora del film La tigre e la neve, dove recita Roberto Benigni) – 2:26
3. Long Way Home (proveniente dalla colonna sonora del film Big Bad Love) – 3:10
4. Widow's Grove – 4:58
5. Little Drop of Poison (proveniente dalle colonne sonore dei film Crimini invisibili e Shrek 2) – 3:09
6. Shiny Things (trattata dall'opera teatrale mai completata di Georg Büchner del 1837, Woyzeck) – 2:20
7. World Keeps Turning (proveniente dalla colonna sonora del film Pollock) – 4:16
8. Tell It To Me (proveniente da un duetto di Tom Waits e Ramblin' Jack Elliott, contenuto nell'album Friends of Mine) – 3:08
9. Never Let Go (proveniente dalla colonna sonora del film American Heart) – 3:13
10. Fannin Street (appare nel ventiseiesimo album di John P. Hammond, prodotto da Tom Waits) – 5:01
11. Little Man (precedentemente rilasciato nell'album Mississippi Lad di Teddy Edwards) – 4:33 (Teddy Edwards)
12. It's Over (proveniente da una registrazione alternativa della colonna sonora del film Liberty Heights) – 4:40
13. If I Have To Go (brano non rilasciato dalle sessioni di registrazione di Franks Wild Years) – 2:15
14. Goodnight, Irene – 4:47 (Lead Belly, Gussie Davis)
15. The Fall of Troy (proveniente dalla colonna sonora del film Dead Man Walking - Condannato a morte) – 3:01
16. Take Care of All My Children (proveniente dalla colonna sonora del documentario Streetwise) – 2:31
17. Down There By The Train (proveniente dalla colonna sonora del film Long Gone.) – 5:39 (Johnny Cash)
18. Danny Says – 3:05 (Joey Ramone, Johnny Ramone, Dee Dee Ramone)
19. Jayne's Blue Wish (proveniente dalla colonna sonora del film Big Bad Love) – 2:29
20. Young at Heart – 3:41 (Carolyn Leigh, Johnny Richards)

Durata totale: 69:28

### Bastards
Testi e musiche di Tom Waits e Kathleen Brennan, eccetto dove indicato.
1. What Keeps Mankind Alive? (trattato da L'opera da tre soldi) – 2:09 (Kurt Weill, Bertolt Brecht)
2. Children's Story (ispirato dall'opera teatrale mai completata di Georg Büchner, Woyzeck) – 1:42
3. Heigh Ho (proveniente dalla colonna sonora del film Biancaneve e i sette nani) – 3:32 (Frank Churchill, Larry Morey)
4. Army Ants – 3:25
5. Books of Moses (proveniente dall'unico album in studio di Skip Spence, Oar) – 2:49 (Skip Spence)
6. Bone Chain – 1:03
7. Two Sisters – 4:55
8. First Kiss – 2:40
9. Dog Door (proveniente dall'album degli Sparklehorse, It's a Wonderful Life) – 2:43 (Tom Waits, Kathleen Brennan, Mark Linkous)
10. Redrum – 1:12
11. Nirvana – 2:12 (testo: Charles Bukowski)
12. Home I'll Never Be – 2:28 (testo: Jack Kerouac)
13. Poor Little Lamb – 1:43 (William Kennedy, Tom Waits)
14. Altar Boy (originariamente scritto per l'album Alice) – 2:48
15. The Pontiac (proveniente dallo spoken word Smack My Crack) – 1:54
16. Spidey's Wild Ride – 2:03
17. King Kong (proveniente dall'album tributo a Daniel Johnston, The Late Great Daniel Johnston: Discovered Covered) – 5:29 (Daniel Johnston)
18. On the Road (proveniente dall'album Jack Kerouac Reads On the Road) – 4:14 (testo: Jack Kerouac)
19. Dog Treat (traccia fantasma) – 2:56
20. Missing My Son (traccia fantasma) – 3:38

Durata totale: 55:35